# لاكي دوبي
لاكي دوبي (3 أغسطس 1964 - 18 أكتوبر 2007) هو كان موسيقي ريغي وراستافاري جنوب أفريفي.